# Ченато-Сотто
Ченато-Сотто (итал. Cenate Sotto) — коммуна в Италии, располагается в регионе Ломбардия, подчиняется административному центру Бергамо.
Население составляет 2665 человек, плотность населения составляет 666 чел./км². Занимает площадь 4 км². Почтовый индекс — 24069. Телефонный код — 035.
Покровителем коммуны почитается святитель Мартин Турский, празднование 11 ноября.